# Інтегральний націоналізм
Інтегральний націоналізм є одним із п'яти типів націоналізму за термінологією Карлтона Гейза, який 1928 року опублікував книжку «Історична еволюція сучасного націоналізму».
Пізніше Пітер Альтер обговорював тему інтегрального націоналізму у своїй книзі «Націоналізм» разом із його протилежністю, рісорджіменто націоналізмом. У той час як рісорджіменто націоналізм властивий націям, які прагнуть створити державу (наприклад Греція, Італія, Німеччина, Польща та Сербія в 19 столітті), практично втілити інтегральний націоналізм можна після здобуття незалежності. На Альтерову думку, нацистська Німеччина й фашистська Італія були прикладами інтегрального націоналізму. Інтегральний націоналізм характеризують принципи антиіндивідуалізму, етатизму, радикального екстремізму, правої ідеології, та агресивно-експансіоністського мілітаризму.
Інтегральний націоналізм зародився у Франції наприкінці 19 — початку 20 ст. і відповідно до викликів часу поставив націоналізм на новий рівень, у тому числі політичний. Для ідеологів інтегрального націоналізму цей термін теж став не випадковим. З одного боку в широкому розумінні «інтегралізм» указував на всеосяжність націоналізму, а з іншого (у вужчому значенні) — на той соціальний устрій, до встановлення якого прагнули інтегральні націоналісти.
Інтегралізм часто називали у свій час ідеологією крові та ґрунту. Однією з центральних ідей інтегралізму була гармонійна співпраця та співіснування всіх суспільно-корисних верств на противагу їхнього протиборства, національна солідарність, делегування у представницькі органи від корпорацій (тобто профспілок/синдикатів) та повне заперечення процедури голосування за ідеологічно різнорідні партії, що фактично означало переважання єдиної ідеології та повної монополізації політичної влади від її носіїв.
Інтегральний націоналізм з'являється в країнах, де сильний дух мілітаризму ще більше зміцнюється в боротьбі за незалежність і коли вважається, що після досягнення незалежності для забезпечення порядку, безпеки та життєздатності нової держави потрібний авторитарний правитель та\або мілітаризація. Успіх подібної визвольної боротьби призводить до виникнення почуття національної переваги, яке в свою чергу, може призвести до появи шовінізму, екстремального націоналізму або догматичного імперського шовінізму. Інтегральні держави тоталітарні — уряд або держава домінують у більшості або в усіх сферах суспільства.

## Французький інтегральний націоналізм
Визначення та принципи були сформульовані Шарлем Моррасом та Морісом Барресом. Їх доктрина стала програмою Аксьон Франсез. У випадку Франції інтегральний націоналізм повстав з поєднання націоналізму з роялізмом, основна теза була: лише монархічні інституції можуть задовольнити народні потреби та дати відповідь на виклики з якими стикається держава.

## Український інтегральний націоналізм
Інтегральні українські націоналісти сповідували себе провісниками ідеалістичного погляду на світ, який вони розуміли як антитезу матеріалістичній філософії марксизму-ленінізму та засіб від позитивізму провідних діячів української демократичної думки (зокрема, Володимира Антоновича, Михайла Драгоманова, Івана Франка та Михайла Грушевського). У пошуках причини провалу української боротьби за незалежність (1917–1920) націоналісти переконалися, що маси прагнули незалежної держави, проте були засмучені і розчаровані слабким урядовим керівництвом. Критика окремих недоліків переросла в систематичну відмову від демократичних і соціалістичних принципів, які були відмітною рисою українського національного руху наприкінці 19 і початку 20 століть. Гуманістичні традиції дореволюційного українського керівництва охарактеризовані як наївні та яким не вистачає національних переконань. Націоналісти-інтеграли стали вважати, що їх епоха вимагала нових форм революційної дії, що може зрівнятися з жорстокістю і рішучістю, проявленими ворогами України.
Ідеологію ОУН до 1943 р. називають інтегральним націоналізмом.
Іван-Павло Химка та Пер Андерс Рудлінг стверджують що українські націоналісти ніколи не вживали термін інтегральний націоналізм.
Цю назву для означення ідеології ОУН запропонував Джон Армстронг після Другої світової війни. Також інколи термін «інтегральний націоналізм» замінюють одним словом «інтегралізм».

### Основні засади інтегрального націоналізму за Донцовим
- Нація — абсолютна цінність.
- Політичні партії, класи повинні поєднатися заради Вищої мети.
- Вища мета — незалежність держави.
- Мета виправдовує всі засоби.
- Майбутню державу повинен очолити вождь, керманич з необмеженою владою.
- Соціально-економічні питання — другорядні; скоріш за все держава буде аграрною, з розвинутою кооперацією і капіталістичною промисловістю.
- Необхідно діяти, відкинувши будь-які політичні дискусії.[джерело?]

### Ідеї Донцова
Керуючись ідеями Ніцше, Дмитро Донцов прийшов до генерального висновку: нація — не лише «мовна чи національна збірнота», — нація — це «воля щось спільне творити». Донцов намагався прищепити українській суспільності волю до влади і волю до життя, фанатизм на шляху боротьби за власну ідею, тверду віру у власні сили, і тільки такий вихід він вбачав у творенні повновартісної нації. Націю може порятувати лише народження нової психології переможців, а не рабів, «не вічний стогін покараних рабів і сльози».
Коли ж Донцов говорить про суспільну еліту, то усвідомлює під цим не якісь матеріальні чи політичні переваги. Еліта, вибрані — це ті, хто вимагає від себе більше ніж інші, навіть якщо ці вимоги їм не під силу.
Історія, політика й мистецтво в його теоріях стоять поруч. У праці «Де шукати наших історичних традицій», Донцов із захопленням описував суворі епізоди історії козацтва і вважав, що коли українці відмовилися від політики національної агресії, коли національна ідея почала керуватися загальнолюдськими цінностями, перестала реалізовуватися через фанатизм, інстинктивні почування, емоційність, а не розумовість, дух національної нетерпимості, як це було за часів Богдана Хмельницького і тоді, коли Україна ще утримувала свою державність, тоді саме і почалося звиродніння нашого національного почуття.
Заангажованість мистецтва політичними ідеями для нього цілком природна річ. Тому Донцов наголошує на особливій ролі письменників у суспільстві — як сили, що формує свідомість людей. Корінь зла, головну причину того, що українці втратили колишню силу духу, перетворилися на провінцію Європи, Донцов вбачав у самих українцях. Вістря критики він спрямував проти тих ідеологів національно-визвольного руху України, які спиралися на загальнолюдські, демократичні ідеали, насамперед М. Драгоманова, М. Грушевського та інших. Він закидав їм брак фанатизму й віри, страх нав'язати свою волю, свою ідеологію, як окремій особі, так і ворожій нації.
Донцов послідовно обстоював ідею незалежності України та застерігав від орієнтації на Москву, попри те, чи вона царська, республіканська, буржуазна чи пролетарсько-соціалістична. Як пише сучасний політолог А. І. Клюй, Донцов ототожнював царизм і комунізм, оскільки вони є різновидами однієї ідеології і відрізняються лише суттю.

### Оцінки українського інтегрального націоналізму в історіографії
Український інтегральний націоналізм не знаходив однозначного відображення в історіографії. Загалом усталилось кілька кардинально різних поглядів на його природу. Піонером у вивченні українського націоналізму серед українських вчених був Іван Лисяк-Рудницький. Лисяк-Рудницький не написав ґрунтовної праці, присвяченої тематиці українського націоналізму, проте він все ж лишив багато висновків з даного питання на сторінках власних статей. На сторінках статті «Націоналізм» Лисяк-Рудницький твердив, що: "Найближчих родичів українського націоналізму слід шукати не так у німецькому нацизмі чи італійському фашизмі — продуктах індустріальних і урбанізованих громадянств, як скорше серед партій цього типу в аграрних економічно відсталих народів Східної Европи: хорватські усташі, румунська Залізна Гвардія, словацькі глінківці, польська ОНР (Oboz Narodowo-Radykalny) тощо. Український націоналізм був явищем генетично самостійним, хоч у своєму розвитку він зазнавав безпосередніх впливів з боку відповідних чужоземних зразків.
Відкидаючи «аграрний» аргумент Лисяка-Рудницького, Ярослав Грицак все ж вважає, що ОУН не варто ідентифікувати з фашистськими рухами як такими, вона стояла ближче до радикальних правих рухів (згідно з типологією авторитарного націоналізму, запропонованою Стенлі Пейном).
Проте бачення Рудницького не лишалось усталеним і вже в своїх пізніх працях він вже твердив про генетичну спорідненість українського націоналізму з фашизмом та дещо менше з нацизмом, проте обмежуючись винятково зовнішніми ознаками схожості.
На думку Георгія Касьянова, попри існування спільних рис між українським націоналізмом та фашизмом, все ж немає підстав для їх ототожнення. Касьянов наголошує, що український націоналізм на основі зовнішніх ознак врешті можна ототожнювати і з тоталітарною радянською ідеологією. При цьому історик наголошує, що причин для ототожнення українського націоналізму з фашизмом та іншими праворадикальними ідеологіями немає, оскільки український націоналізм, на відміну від фашизму, «був ідейною течією та політичним рухом бездержавної нації, а якщо формулювати конкретніше, нації, яка втратила державність».
Дещо інше бачення українського націоналізму знаходимо на сторінках праці Олександра Зайцева «Український інтегральний націоналізм», який стверджує, що націоналізм Д. Донцова був ближче за своєю природою до європейських інтегральних націоналізмів, що проте не виключає його радикального характеру.

### Інтегральний націоналізм у сучасній Україні
Різні сучасні українські націоналістичні рухи декларують тяглість своєї ідеології до інтегралізму. Проте частина із них оголошують, що ряд його ознак зараз безнадійно застаріли (приміром КУН, ОУН, МНК)[джерело?], а інші вважають, що його потрібно лиш пристосувати без докорінних змін (приміром Соціал-Націоналістична Асамблея, Патріот України)[джерело?].